# Wild Honey Pie
Pour le film britannique de 2018, voir : Wild Honey Pie!
Pistes de The Beatles
Ob-La-Di, Ob-La-Da
(4) The Continuing Story of Bungalow Bill
(6)
Wild Honey Pie est une chanson des Beatles, écrite par Paul McCartney et parue sur l'« Album blanc » en novembre 1968. Il s'agit en réalité d'une courte improvisation enregistrée une nuit en studio, et sur laquelle McCartney joue de la guitare, de la batterie, et assure plusieurs lignes de chant en harmonie, scandant les mots « honey pie ». Il est probable que le thème ait vu le jour lors du séjour des Beatles en Inde.
Morceau de musique expérimentale, Wild Honey Pie aurait probablement été éliminée de l'album si Pattie Harrison n'y avait pas été fortement attachée. Elle a par la suite fait l'objet de quelques reprises.

## Historique

### Enregistrement
L'origine de Wild Honey Pie est assez obscure : il est difficile de savoir s'il s'agit d'une improvisation en studio, ou d'une composition plus ancienne. Pour Steve Turner, il s'agit à l'origine d'un bœuf du groupe lors de leur séjour à Rishikesh. En 1994, Paul McCartney explique : « On était d'humeur expérimentale, donc j'ai dit : « Est-ce que je peux bricoler un truc ? » J'ai commencé avec la guitare et j'ai fait quelques expériences en multipiste en salle de contrôle... C'était vraiment fait-maison — ce n'était franchement pas une grosse production. J'ai juste fabriqué ce petit morceau et ai bricolé sur une piste une harmonie comme ça, puis une autre, puis une autre, et j'ai construit ça comme une sculpture avec beaucoup de vibrato sur les cordes de la guitare ; et voila Wild Honey Pie ».
L'enregistrement est caractéristique des chansons de l'« Album blanc », durant lequel il est plus fréquent que les membres du groupe s'isolent pour travailler sur une chanson. Lorsque Wild Honey Pie est enregistrée, George Harrison est en vacances en Grèce, tandis que John Lennon et Ringo Starr travaillent dans un studio voisin. Preuve des tensions au sein du groupe, leur rapide passage dans la soirée alourdit l'ambiance selon les témoins, qui la sentent revenir à la normale dès leur sortie.
L'enregistrement se déroule dans la nuit du 20 au 21 août 1968 et s'étend jusqu'à 4 heures du matin. McCartney a tout d'abord achevé l'enregistrement de Mother Nature's Son. Il s'attaque ensuite à un morceau intitulé Etcetera que l'assistant Alan Brown décrit comme « une très belle chanson » ; qui n'est jamais réenregistrée ou publiée. La chanson est ensuite devenue Thingumybob et enregistrée par le Black Dyke Band, mais le rapprochement n'a pu être fait qu'à la découverte de l'enregistrement original, au début des années 2000.
Wild Honey Pie est enregistrée en fin de nuit, en une seule prise à chaque fois, chaque enregistrement étant spontané. McCartney y joue la guitare acoustique, la batterie, ainsi que le chant répétitif, « Honey Pie ». En dépit des apparences, cette phrase n'a aucun rapport avec la chanson du même nom. La structure courte de la chanson (53 secondes) n'est pas unique chez Paul McCartney, qui a publié dans le même style, avec les Beatles, de courts morceaux comme Her Majesty ou Can You Take Me Back, court extrait terminant Cry Baby Cry.

### Parution et reprises
Les sessions de 1968 ont conduit les Beatles à une production en quantité inégalée jusque-là. Plus de trente chansons sont prêtes pour le futur album, là où une quinzaine étaient jusque-là nécessaires. Le producteur George Martin est dubitatif : « je ne pensais pas vraiment qu'un certain nombre de chansons valaient le coup ». Malgré cela, les Beatles décident de tout publier ou presque, sur un double album. Wild Honey Pie ne doit son salut qu'à un avis bien précis, comme le raconte McCartney : « c'était juste un fragment musical dont on n'était pas franchement certains, mais Pattie Harrison l'aimait tellement que nous avons décidé de la garder sur l'album ».
L'album sort le 22 novembre 1968, et atteint rapidement la tête des charts. Wild Honey Pie figure en 5e position sur le premier disque. Pour le musicologue Alan Pollack, la chanson a pour but de servir d'entracte entre Ob-La-Di, Ob-La-Da et The Continuing Story of Bungalow Bill. Steve Turner y voit « le texte le plus court et le plus répétitif de toute l'histoire des Beatles ».
En dépit de son caractère anecdotique, la chanson a fait l'objet de quelques reprises, dont la plus notable est l’œuvre des Pixies en 1988. Par ailleurs, en dépit de son style anecdotique, Wild Honey Pie contient la base du premier album solo de McCartney, sur lequel il joue de tous les instruments, seul.

## Fiche technique

### Interprète
- Paul McCartney : chant, guitare, batterie

### Équipe de production
- George Martin : producteur
- Ken Scott : ingénieur du son
- John Smith : ingénieur du son